# Estación de Soto del Real
Soto del Real es un apeadero ferroviario situado en el municipio español homónimo, en la Comunidad de Madrid. Las instalaciones, que forman parte del ferrocarril directo Madrid-Burgos, no prestan servicio de viajeros.

## Situación ferroviaria
La estación forma parte de la línea férrea de ancho ibérico Madrid-Burgos, punto kilométrico 43,3. Se encuentra situada a 970 metros de altitud, entre las estaciones de Manzanares-Soto del Real y Miraflores de la Sierra. El tramo es de via única y está sin electrificar.

## Historia
Las instalaciones ferroviarias de Bustarviejo-Valdemanco forman parte del ferrocarril directo Madrid-Burgos. Esta línea fue inaugurada el 4 de julio de 1968, tras haberse prolongado las obras varias décadas, siendo el objetivo de la línea del ferrocarril reducir el tiempo de recorrido entre Madrid y la frontera francesa. No forma parte de las estaciones originales de la línea. Se construyó para poder dar servicio al pueblo del mismo nombre ya que la estación de Manzanares-Soto del Real quedaba muy alejada, pero aun estando mucho más cerca del pueblo que esta última, el nuevo apeadero fracasó en el intento de atraer viajeros, ya que aún quedaba muy lejos de la población, y sin un servicio de autobús que acercara a la gente, apenas registró viajeros.
En la década de 1990 la línea ya se encontraba en declive y la mayoría de estaciones fueron cerradas al tráfico. Este apeadero, al igual que la mayoría de las estaciones intermedias de la línea, excepto la estación de Aranda de Duero, dejó de tener servicio de viajeros en 1998. Desde enero de 2005, con la extinción de la antigua RENFE, el ente Adif pasó a ser el titular de las instalaciones ferroviarias.

### Ampliación de la línea
El plan de cercanías de Madrid 2009-2015 contemplaba la ampliación de la línea de cercanías C-4 que actualmente termina en Colmenar Viejo hasta la localidad de Soto del Real. Esta ampliación tendría dos nuevas estaciones: Manzanares-Soto del Real y Soto del Real, ambas sin ningún tipo de servicio comercial en este momento. Para ello se tendría que electrificar los aproximadamente 20 km que separan Colmenar Viejo de Soto del Real, pudiéndose duplicar la vía ya que esta línea tiene espacio en todo su recorrido para vía doble.
Para la llegada del cercanías a Soto del Real se ha planteado ubicar la estación en el mismo apeadero, para lo cual se necesitaría algún servicio suplementario que acercase a los viajeros a la estación, o bien construir un desvío de la línea tipo Cantoblanco-Universidad que llevase el ferrocarril al casco urbano. Esta última opción parece poco probable por el gran coste y dificultad de una obra en esa parte de la Sierra de Guadarrama.

## La estación
Se encuentra aislada, al este del casco urbano. La estación sólo conserva un andén situado a la derecha de la única vía principal.